# La Roche-Maurice
La Roche-Maurice är en kommun i departementet Finistère i regionen Bretagne i västra Frankrike. Kommunen ligger i kantonen Ploudiry som tillhör arrondissementet Brest. År 2022 hade La Roche-Maurice 1 865 invånare.

## Befolkningsutveckling
Antalet invånare i kommunen La Roche-Maurice
Referens:INSEE